# Betty Mars
Betty Mars (* 30. Juli 1944 in Paris als Yvette Baheux; † 20. Februar 1989 in Suresnes) war eine französische Sängerin und Schauspielerin.

## Leben
Als jüngstes von zehn Kindern erhielt sie bereits in ihrer Kindheit eine künstlerische Ausbildung an der École du Spectacle und trat in verschiedenen Bereichen wie Tanz, Akrobatik und Musical-Revue auf. Sie war unter anderem als „petit rat“ am Théâtre du Châtelet tätig und sammelte Bühnenerfahrung in Paris, Brasilien und Las Vegas. Dort traf sie auch Josephine Baker, die ihr künstlerische Ratschläge gab.
Anfang der 1970er Jahre wurde sie im Pariser Cabaret Alcazar von dem Komponisten Frédéric Botton entdeckt. 1971 nahm sie ihre erste Schallplatte auf. Ihr Debüt-Titel Monsieur l’étranger wurde ein Achtungserfolg und brachte ihr im Folgejahr den Grand Prix du Disque der Académie Charles-Cros ein.
1972 vertrat Mars Frankreich beim Grand Prix Eurovision de la Chanson in Edinburgh mit dem von Botton geschriebenen Lied Comé-comédie und erreichte den elften Platz. In den folgenden Jahren erschienen weitere Singles, darunter Mon café russe und eine deutschsprachige Version von Comé-comédie. Im Film Piaf – Der Spatz von Paris (1974) war Mars als Sängerin mehrerer Chansons zu hören, darunter Les Petits qui n'ont pas de Nid, Comme un Moineau und Sur la Riviera.
Neben ihrer Gesangskarriere übernahm Mars in den 1970er Jahren auch Filmrollen. 1975 war sie in der Hauptrolle des erotischen Films Émilienne von Guy Casaril zu sehen. 1976 trat sie in Claude Lelouchs Spielfilm Si c’était à refaire auf und sang den gleichnamigen Titelsong.
In den 1980er Jahren wurde sie seltener öffentlich wahrgenommen. 1983 präsentierte sie ein Bühnenprogramm mit Chansons von Édith Piaf und trat unter anderem in der Fernsehsendung La Chance aux chansons auf. Ende 1988 arbeitete sie an einem Album mit wenig bekannten Liedern aus der Zeit der Französischen Revolution.
Am 31. Januar 1989 unternahm Betty Mars einen Suizidversuch, indem sie sich aus dem Fenster ihrer Wohnung in La Défense stürzte. Sie verstarb drei Wochen später im Hôpital Foch in Suresnes an den Folgen des Sturzes.